# Speelhans
Speelhans is een sprookje dat werd verzameld door de gebroeders Grimm voor Kinder- und Hausmärchen onder nummer KHM82. De oorspronkelijke naam is De Spielhansl.

## Het verhaal
Een man doet niks anders dan gokken en wordt daarom Speelhans genoemd. Met dobbelen verspeelt hij zijn huis en alles erbij, maar Onze Lieve Heer en Sint-Petrus komen langs en vragen of ze kunnen blijven slapen. Sint-Petrus geeft Speelhans drie stuivers om brood te gaan kopen. Als Speelhans langs het huis met de andere dobbelaars komt, wordt hij geroepen. Hij verspeelt zijn drie stuivers en Onze Lieve Heer en Petrus gaan hem zoeken. Speelhans doet alsof hij het geld in een plas heeft laten vallen en krijgt opnieuw drie stuivers van Petrus.
Hij komt nu met brood thuis en Onze Lieve Heer vraagt of hij wijn heeft, maar hij zegt dat dit op is. Als Onze Lieve Heer antwoordt dat er genoeg wijn in de kelder staat, gelooft hij het niet. Het blijkt toch waar en Speelhans brengt zijn gasten wijn. De volgende ochtend mag Speelhans drie wensen doen en hij vraagt om een kaartspel en dobbelspelen waarmee hij altijd winnen kan. Ook vraagt hij om een boom die altijd vruchten draagt, maar waar niemand meer uit kan komen als hij er in is geklommen (tenzij hij het beveelt).
Speelhans wint al snel de halve wereld met zijn spel en Onze Lieve Heer en Petrus sturen de Dood op hem af. Speelhans laat de Dood in zijn boom klimmen en laat hem daar zeven jaren zitten. Niemand stierf in die zeven jaren en Onze Lieve Heer en Petrus gaan zelf naar Speelhans en bevelen hem de Dood uit de boom te laten. De Dood wurgt hem meteen en ze gaan samen op pad naar de andere wereld. Al snel komen ze bij de hemelpoort, maar er wordt voor Speelhans niet open gedaan.
Bij het vagevuur klopt Speelhans ook aan en ook deze poort blijft dicht. Hij loopt naar de poort van de hel en de oude Lucifer is thuis met wat kromme duivels (de rechte zijn in de wereld bezig). Speelhans wint de kromme duivels, omdat hij met zijn kaarten niet kan verliezen. Speelhans gaat met zijn duivels naar Hogevoort en met hopstaken bestormen ze de hemel. Petrus laat hem binnen, maar Speelhans speelt meteen alweer. Onze Lieve Heer en Petrus gooien hem uit de hemel en zijn ziel spat uiteen en de stukken varen in de dobbelaars die nu nog leven.

## Achtergronden
- Dit sprookje komt uit Weitra (Bohemen), het was in dialect opgetekend.
- Er bestaan vele varianten van dit sprookje.
- Soms mag een smid de drie wensen doen. De smid wordt door de gebroeders Grimm vergeleken met de Noordse god Thor en de listige Sisyphus die Thanatos kon vastbinden (uit de Griekse mythologie).
- Soms komen Petrus en Paulus naar de aarde.
- Drie wensen komen ook voor in De arme en de rijke (KHM87), De jood in de doornstruik (KHM110) en De witte en de zwarte bruid (KHM135).
- Sprookjes die zich gedeeltelijk in de hemel afspelen, of waar Petrus als hemelbewaker optreedt, zijn Het kind van Maria (KHM3), De kleermaker in de hemel (KHM35), Vrolijke Frans (KHM81), De dorsvlegel uit de hemel (KHM112), Het boerke in de hemel (KHM167), Jonkvrouw Maleen (KHM198) en in de kinderlegende De hemelse bruiloft (KHM209).
- Vergelijk ook Berenpels (KHM101). Er zijn meerdere verhalen waarbij god als wandelaar bij de armen intrekt en hen beloont voor goed, maar straft voor slecht gedrag. Zie ook De arme en de rijke (KHM87). Deze verhalen kwamen al voor in de Griekse mythen, zoals bij Philemon en Baucis.